# La Brûlatte
La Brûlatte è un comune francese di 710 abitanti situato nel dipartimento della Mayenne nella regione dei Paesi della Loira.

## Società

### Evoluzione demografica
Abitanti censiti